# Nikolo Kotzev's Nostradamus
Nikolo Kotzev's Nostradamus è un'opera rock in tre atti scritta da Nikolo Kocev sulla vita di Nostradamus. 
L'album, scritto e prodotto dallo stesso Kocev, viene pubblicato come doppio disco nel 2001 tramite SPV Records e vede molti ospiti già presenti nelle sue passate collaborazioni con i Brazen Abbot, con l'aggiunta dell'orchestra sinfonica di Sofia.
La sezione strumentale è affidata come sempre ai musicisti degli Europe, mentre alle voci si alternano icone dell'hard rock mondiale come Joe Lynn Turner, Glenn Hughes, Jorn Lande e molti altri.

## Tracce

### CD 1
1. Overture – 2:58
2. Pieces of a Dream  – 5:41
3. Desecration  – 5:39
4. Introduction  – 4:47
5. Home Again – 1:29
6. Henriette  – 5:11
7. Caught Up in a Rush  – 4:50
8. The Eagle  – 5:19
9. Plague  – 5:49
10. Inquisition  – 5:03

### CD 2
1. The King Will Die  – 4:33
2. I Don't Believe  – 4:32
3. Try to Live Again  – 3:58
4. War of Religions  – 3:09
5. The Inquisitor's Rage  – 2:48
6. Chosen Man  – 6:21
7. World War II  – 5:39
8. World War III  – 5:14
9. Because of You  – 6:05
10. The End of the World  – 5:34
11. I'll Remember You  – 6:36

## Formazione

### Cantanti
- Joe Lynn Turner - Nostradamus
- Alannah Myles - Anne Gemelle
- Sass Jordan - Regina Caterina di Francia
- Glenn Hughes - Re Enrico II di Francia
- Göran Edman - Soldato/Fantasma
- Jørn Lande - Inquisitore
- Doogie White - Voce Narrante

### Musicisti
- Nikolo Kocev - chitarre, violino
- Mic Michaeli - organo
- John Levén - basso
- Ian Haugland - batteria
- The Sofia Strings - Orchestra sinfonica diretta da Nelko Kolarov